# Year and a day rule
Die year and a day rule war ein bis 1996 geltender Rechtsgrundsatz aus dem englischen Strafrecht. Der actus reus des Mordes war der Regel zufolge nicht gegeben, wenn der Tod des Opfers nicht innerhalb eines Jahres und eines Tages eintrat. Ihr historischer Existenzgrund ist darin zu sehen, Beweisprobleme im Bereich der Kausalität zu vermeiden: Je länger das Opfer die Tat überlebt hat, umso schwieriger ist der Nachweis zu führen, dass die Tat des Täters tatsächlich kausal für den Tod des Opfers war. Die Beweismethoden der modernen Medizin machten die Regel weitgehend überflüssig, so dass sie 1996 mit dem Murder (Abolition of the Year and a Day Rule) Act 1996 abgeschafft wurde.
Die Regel wurde aus dem Strafrecht Neuseelands im März 2018 gestrichen.